# 일곱가지 유혹 (2000년 영화)
《일곱가지 유혹》(영어: Bedazzled)은 미국과 독일에서 제작된 해럴드 레이미스 감독의 2000년 판타지 로맨틱 코미디 영화이다. 이 영화는 1967년 개봉한 동명 영화 《일곱가지 유혹》을 리메이크한 작품이다. 브렌던 프레이저, 엘리자베스 헐리 등이 출연하였고, 트레버 앨버트 등이 제작에 참여하였다.

## 출연
- 브렌던 프레이저
- 엘리자베스 헐리
- 프랜시스 오코너
- 올랜도 존스
- 폴 에이덜스타인
- 토비 허스
- 미리엄 쇼어
- 게이브리얼 캐시어스
- 브라이언 도일머리
- 에런 러스티그
- 루돌프 마틴

## 기타 제작진
- 공동 제작: 수잰 헤링턴
- 배역: 실라 재피
- 미술: 릭 하인릭스
- 의상: 디나 어펠

## 우리말 녹음
SBS 성우진 (2005년 4월 22일)
- 구자형 - 엘리엇 리처즈(브렌던 프레이저)
- 서혜정 - 악마(엘리자베스 헐리)
- 은영선 - 앨리슨 가드너(프랜시스 오코너)
- 정동열
- 홍승섭
- 김수중
- 정소영
- 이주원
- 원호섭
- 고재균